# Klaus Perfetto
Klaus Perfetto (* 13. September 1964 in Geislingen an der Steige) ist ein ehemaliger deutscher Fußballspieler.
Perfetto begann seine Karriere beim SC Geislingen. In der Saison 1984/85 belegte Geislingen in der Fußball-Oberliga Baden-Württemberg den fünften Rang. Durch die Erfolge im DFB-Pokal 1985 wurden Geislingen und das Stürmertalent Perfetto in ganz Fußball-Deutschland bekannt. In der ersten Pokal-Hauptrunde warf Geislingen den Bundesligisten Hamburger SV mit den Stars Uli Stein, Ditmar Jakobs, Manfred Kaltz, Felix Magath und Wolfram Wuttke sensationell durch einen 2:0-Heimerfolg aus dem Wettbewerb. Am 1. September 1984 erzielte Klaus Perfetto in der 71. Spielminute gegen die Mannschaft von Trainer Ernst Happel das Tor zum 2:0-Endstand. Am 21. November wurde Kickers Offenbach mit 4:2 – wiederum mit einem Perfetto-Treffer – Toren besiegt. Im Achtelfinale – am Ende einer langen Vorrunde – schied Geislingen gegen Bayer 05 Uerdingen am 22. Dezember mit 0:2 Toren aus dem Pokal aus.
Der hoffnungsvolle Stürmer bekam zur Runde 1985/86 ein Angebot des VfB Stuttgart und wechselte in die Fußball-Bundesliga. Unter dem neuen Trainer Otto Barić – er wurde am 5. März 1986 durch Willi Entenmann abgelöst – kam er aber zu keinem Ligaeinsatz. Erst unter Trainer Egon Coordes debütierte Perfetto in der Bundesliga und kam zwischen 1986 und 1987 auf 13 Bundesligaeinsätze, bei dem ihm drei Tore gelangen. In der Winterpause der Spielzeit 1987/88 wechselte er zum Zweitligisten SSV Ulm 1846. Am Ende der Saison stieg er mit Ulm, für die er in der Rückrunde 16 Spiele bestritt, als Tabellenvorletzter ab.
Nachdem Perfetto bis Sommer 2007 für den FC Neenstetten auf Torejagd gegangen war, beendete er seine Spielerkarriere beim Kreisligisten TSV Altheim/Alb, für den er am Ende auch als Reserve- und Torwarttrainer tätig war. Im Anschluss war er für wenige Monate beim Bezirksligaabsteiger VfL Gerstetten als Co-Trainer tätig.